# Contigo Navarra-Zurekin Nafarroa
Contigo Navarra-Zurekin Nafarroa (CN-ZN), o simplemente Contigo-Zurekin, es una coalición electoral española de ámbito navarro integrada por los partidos políticos Podemos Navarra, Izquierda Unida de Navarra, Batzarre, Alianza Verde y Verdes Equo.
| Partidos | Partidos                   |
| -------- | -------------------------- |
|          | Podemos Navarra            |
|          | Izquierda Unida de Navarra |
|          | Batzarre                   |
|          | Alianza Verde              |
|          | Verdes Equo                |

## Historia
Podemos, Izquierda Unida y Batzarre ratificaron el 16 de noviembre de 2021 su intención de presentar una candidatura conjunta para las elecciones al Parlamento de Navarra de 2023. La coalición finalmente fue fundada el 2 de julio de 2022 para confluir “en un frente amplio de izquierdas”, siendo Podemos quien lideraría la lista al Parlamento de Navarra, Izquierda Unida la del Ayuntamiento de Tudela y Batzarre la del de Pamplona.

### Elecciones forales y municipales de 2023
Contigo Navarra-Zurekin Nafarroa se presentó por primera vez como coalición a las elecciones forales y municipales de 2023.

#### Candidatos
- La candidata de la coalición a la presidencia del Gobierno foral fue Begoña Alfaro García, recibiendo el apoyo de 544 inscritos en las elecciones primarias de Podemos Navarra-Ahal Dugu.[7]
- El candidato de la coalición al ayuntamiento de Pamplona fue Txema Mauleón. La elección se produjo tras las primarias celebradas en Batzarre, en la que Mauleón fue el único candidato, siendo ratificado por unanimidad.[8]
- Eneko Larrarte Huguet, quien fuera alcalde de Tudela de 2015 a 2019 por Izquierda-Ezkerra, volvió a optar a la alcaldía de la ciudad encabezando esta vez las listas de Contigo Navarra-Zurekin Nafarroa.[9]

#### Resultados
La coalición logró ser la sexta fuerza más votada consiguiendo el 6,08% de los votos y 3 escaños al Parlamento de Navarra. Por otro lado logró un concejal en el ayuntamiento de Pamplona tras pasar la barrera del 5% con el 5,16% de los votos. De esta manera los partidos de la coalición volverían a tener representación en el ayuntamiento tras perderla en las anteriores elecciones. Finalmente CN-ZN se establecería como la segunda fuerza política en el ayuntamiento de Tudela con el 24,43% de los votos y 6 concejales.

## Histórico de resultados

### Elecciones al Parlamento
| Elección | Cabeza de lista      | Posición | Votos  | %               | Escaños | Diputados, -as |
| -------- | -------------------- | -------- | ------ | --------------- | ------- | --- |
| 2023     | Begoña Alfaro García | 6°       | 20.095 | \| \| 6,09 % \| | 3/50    | • Begoña Alfaro García (Pod.) ⇒Sust. José Miguel Garrido Sola (Indep.) • Carlos Guzmán Pérez (IUN) • Daniel López Córdoba (Pod.) |
|          | 6,09 %               |          |        |                 |         | |